# F-16 Multirole Fighter
F-16 Multirole Fighter ([ˈmʌltɪrəʊl ˈfaɪtə(r)]) je bojový letecký simulátor „střední složitosti“ pro Windows, vyvinutý a roku 1998 vydaný NovaLogicem na CD-ROM. Zaměřuje se na stíhače F-16 Fighting Falcon a pohání jej tentýž herní engine jako MiG-29 Fulcrum, podporující 3D grafickou akceleraci; obě videohry se, spolu s již dříve vydaným F-22 Raptor, dočkaly společné edice nazvané Jet Pack (rok 1999), jež byla znovu publikována v roce 2009 na platformě Steam.

## Hratelnost
F-16 Multirole Fighter je dle tvůrců simulátor střední složitosti, kladoucí si za cíl dostatečně přesně simulovat moderní vzdušný boj, a přitom disponovat velice zjednodušeným ovládáním. Hra implementuje funkce jako omezené množství munice, hladinu paliva a mnoho letových vlastností. Hráč musí brát v potaz události typu šlehání plamenů z motoru, rychlou ztrátu rychlosti v ostrých zatáčkách i dočasné ztráty vědomí vlivem přetížení.

## Kampaně
Kampaně ve hře se od sebe navzájem odlišují; odehrávají se v Srbsku, Myanmaru, Libérii, Somálsku a Konžské demokratické republice.

## Přijetí
| Udělil   | Skóre |
| -------- | ----- |
| GameStar | 70 %  |
| Score    | 7/10  |